# Max-von-Laue-Gymnasium

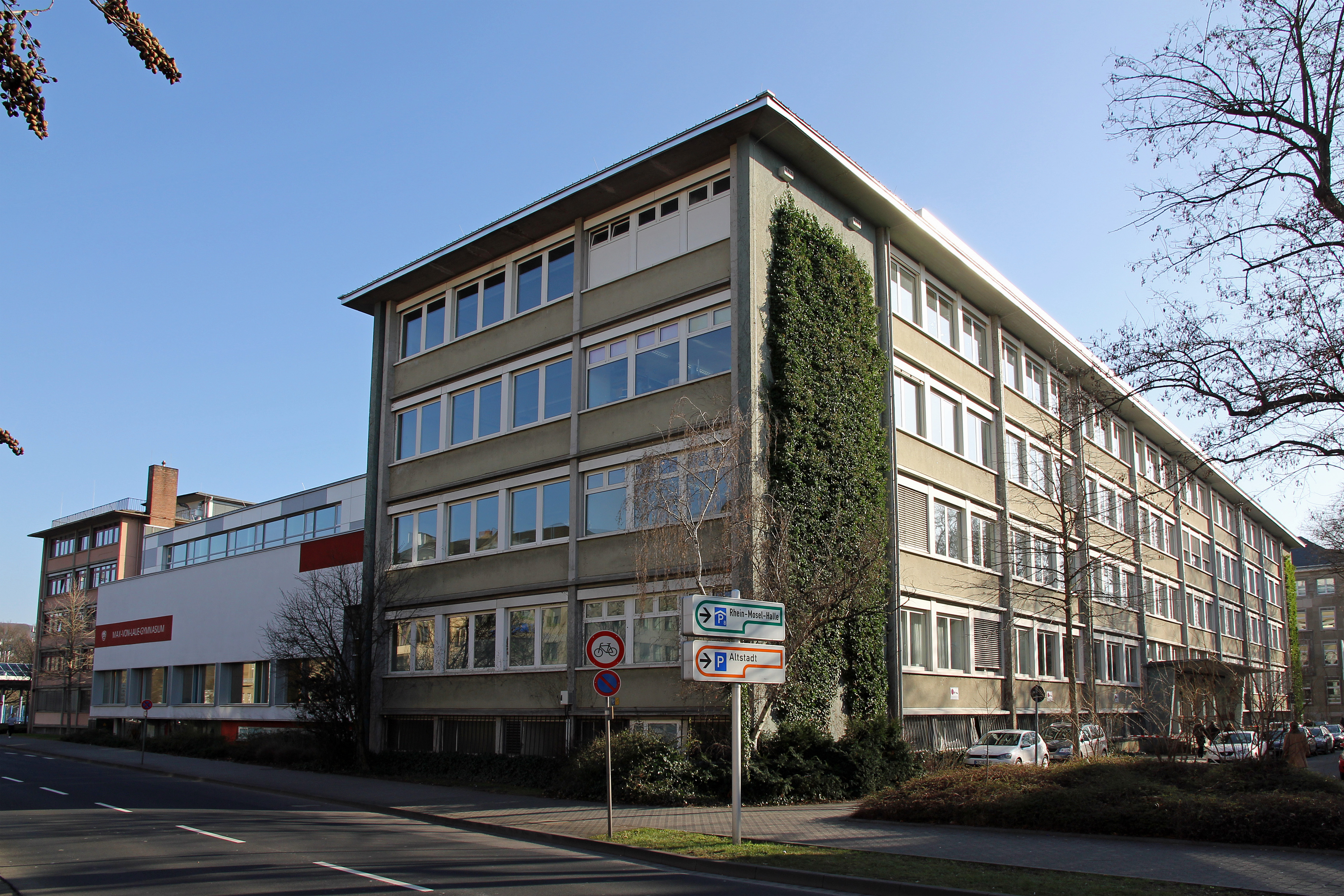

Das Max-von-Laue-Gymnasium (MvLG) ist ein staatliches Gymnasium in Koblenz. Sein Namensgeber ist der in Koblenz geborene Physiker und Nobelpreisträger Max von Laue.

## Geschichte der Schule
Die Schule ist aus dem Staatlichen neusprachlichen und naturwissenschaftlichen Gymnasium Koblenz hervorgegangen, dessen zwei neusprachlich-musische und mathematisch-naturwissenschaftliche Zweige durch eine Trennung 1960 im Eichendorff-Gymnasium und dem Max-von-Laue-Gymnasium aufgingen.
Gemeinsam blicken die beiden Koblenzer Gymnasien auf ihre Gründung als „Königlich-Preußische und Städtische Gewerbeschule“ im Jahr 1855 zurück, die ab 1907 „Kaiser-Wilhelm-Realgymnasium“ hieß und ihren Standort am Platz des heutigen Eichendorff-Gymnasiums hatte. Das Schulgebäude des Max-von-Laue-Gymnasiums an der Ecke Friedrich-Ebert-Ring/Südallee weist noch typische Merkmale der 50er Jahre auf, von der Rasterfassade über die weitläufigen Treppen bis hin zu Sgraffiti als Wandschmuck, die Naturbilder sowie Dichter, Götter, Musen und Philosophen der griechischen Antike zeigen. Der Gebäudekomplex wurde als „Collège Marceau“ für Kinder der französischen Besatzungsangehörigen errichtet. 1959 erwarb die Stadt Koblenz das von den Franzosen geräumte Lycée, um es bis zum Jahr 1960 für die heutige Nutzung herzurichten. Lehrerwohnhaus und Internatsgebäude des „Collège Marceau“, die den Schulhof einfassen, erwarb der Bund.
Die alte Sporthalle wurde 2007 abgerissen, an ihrer Stelle steht ein zum Schuljahr 2008/09 eingeweihter Neubau. In dessen Untergeschoss befindet sich seit ihrer Eröffnung am 23. August 2010 auch die schuleigene Mensa, welche von allen Angehörigen der Schule genutzt werden kann.

## Charakteristika der Schule

### Profil der Schule
Traditionsgemäß bilden Mathematik sowie die Naturwissenschaften einen besonderen Schwerpunkt dieser Schule. Als einzige Koblenzer Schule mit einer solchen Ausrichtung ist in diesen Fächern – gemessen am rheinland-pfälzischen Landesstandard – die Stundentafel erweitert.
Sprachenfolge:
ab Klasse 5: Englisch oder Französisch (im Hochbegabtenzweig Englisch und Französisch)
ab Klasse 6: Englisch oder Französisch oder Latein (von der 7. Klasse vorgezogene 2.)
ab Klasse 7: Französisch, Latein, Spanisch
Die Schüler werden durch eine kooperative Schullaufbahnberatung unterstützt.
Das Max-von-Laue-Gymnasium nimmt am Comenius-Programm der Europäischen Union teil.

### Hochbegabten-Schule
Seit dem Schuljahr 2006/07 ist das Max-von-Laue-Gymnasium eine von vier Schulen in Rheinland-Pfalz mit einem Hochbegabtenzweig. Hochbegabte Schülerinnen und Schüler werden in einem Ganztagsschulkonzept mit verkürzter Mittelstufe u. a. durch bilingualen Unterricht gefördert. Sie können zudem neben dem Abitur das International Baccalaureate erwerben.

### MINT-EC-Schule
Das Max-von-Laue-Gymnasium ist bundesweit als eine von 84 ausgewählten Schulen Mitglied im Verein mathematisch-naturwissenschaftlicher Excellence-Center. Ihr Ziel als mathematisch-naturwissenschaftliche Leistungszentren ist es, mehr Nachwuchs für Mathematik, Informatik, Naturwissenschaften und Technik zu gewinnen. Im Rahmen dessen kooperiert die Schule eng mit großen Firmen (sie ist z. B. Siemens-Partnerschule) und Forschungsinstituten und wird von diesen finanziell sowie u. a. durch Vorträge, Schülerseminare und -praktika gefördert.
Diese Förderung spiegelt sich vor allem in den häufigen erfolgreichen Teilnahmen an mathematisch-naturwissenschaftlichen Schulwettbewerben wider. Schüler des Max-von-Laue-Gymnasiums erzielen oft bei Jugend forscht und anderen Wettbewerben wie dem Bundeswettbewerb Mathematik, dem Wettbewerb der Bundeszentrale für politische Bildung und dem internationalen Känguru-Wettbewerb Erfolge. Die Schule richtet zudem einen eigenen landesweiten Mathematikwettbewerb aus.

## Einrichtungen und Angebote für die Schüler

### Bibliothek
Mit der schuleigenen Bibliothek steht den Schülerinnen und Schülern ein umfangreiches Literaturangebot zur Verfügung. Der Bestand der Schulbibliothek umfasst etwa 13.000 Bände, darunter u. a. Nachschlagewerke, Sach- und Fachliteratur aus allen Wissensgebieten und Schulbücher. Neben einer Jugendbuchabteilung finden sich in der neuen Abteilung Belletristik Romane und Erzählungen der Weltliteratur. Die Räumlichkeiten der Bibliothek dienen darüber hinaus als Informations- und Arbeitsraum und bieten Schülerinnen und Schülern zahlreiche Arbeitsplätze; einige davon sind zudem mit Computern ausgestattet.

### Internetzugang & WLAN
Schülerinnen und Schüler aller Klassenstufen können am Max-von-Laue-Gymnasium über die schuleigenen Computer auf das Internet zugreifen. Die Gebäude der Schule sind flächendeckend mit WLAN ausgestattet, welches ab der Oberstufe zusätzlich mit je zwei privaten Geräten genutzt werden kann.

### Schüleraustausch
Die Schule unterhält regelmäßige vier-, zwei- und einwöchige Schüleraustausche mit Partnerschulen in Chillicothe (Illinois/USA), Tenterden (Großbritannien), Nevers (Frankreich) und Novara (Italien).

### AGs
Neben Hausaufgabenbetreuung und Förderunterricht in verschiedensten Fächern legt die Schule Wert auf ein vielfältiges Angebot von Arbeitsgemeinschaften.
Über das Schulleben hinaus haben sich die schuleigene Big Band Die Laumäxe sowie bis 2014 die Drama Group, mit selbstgeschriebenen Musicals und Theaterstücken in englischer Sprache mehrfacher Landes- und Bundessieger des Bundeswettbewerbs Fremdsprachen und Sieger des rheinland-pfälzischen Kinder- und Jugendkulturpreises, in Koblenz einen Namen gemacht. Schülerzeitung des Max-von-Laue-Gymnasiums ist die 1978 gegründete HUPE, welche seit 2022 nach zuletzt mehrjähriger Pause wieder in unregelmäßigen Abständen veröffentlicht wird.

## Förderverein
Seit den 1970er Jahren besteht der Verein der Förderer, Freunde und Ehemaligen des Max-von-Laue-Gymnasiums Koblenz e. V., der heute über 300 Mitglieder zählt und die Schule bei Renovierungen und Anschaffungen teurer Gerätschaften finanziell unterstützt.

## Sonstiges
Ehemalige Schüler des Max-von-Laue-Gymnasiums, die über die dortige Fecht-AG in Kontakt mit dem Sport und zum Königsbacher SC Koblenz kamen, zählten zu den national und international besten Säbelfechtern. Darunter befinden sich Wiradech Kothny, zweifacher Bronzemedaillen-Gewinner bei den Olympischen Spielen in Sydney, und Dennis Bauer. Bis kurz vor seinem Tod wurde die Fecht-AG von Eberhard Mehl geleitet, der ab 1961 als Sport- und Kunstlehrer an der Schule tätig war und, neben anderen Auszeichnungen, ebenfalls olympisches Bronze gewonnen hat.